# Tam giác tỷ lệ vàng

Tam giác tỷ lệ vàng. Tam giác cân có hai cạnh với tỷ số a:b bằng tỷ lệ vàng φ.

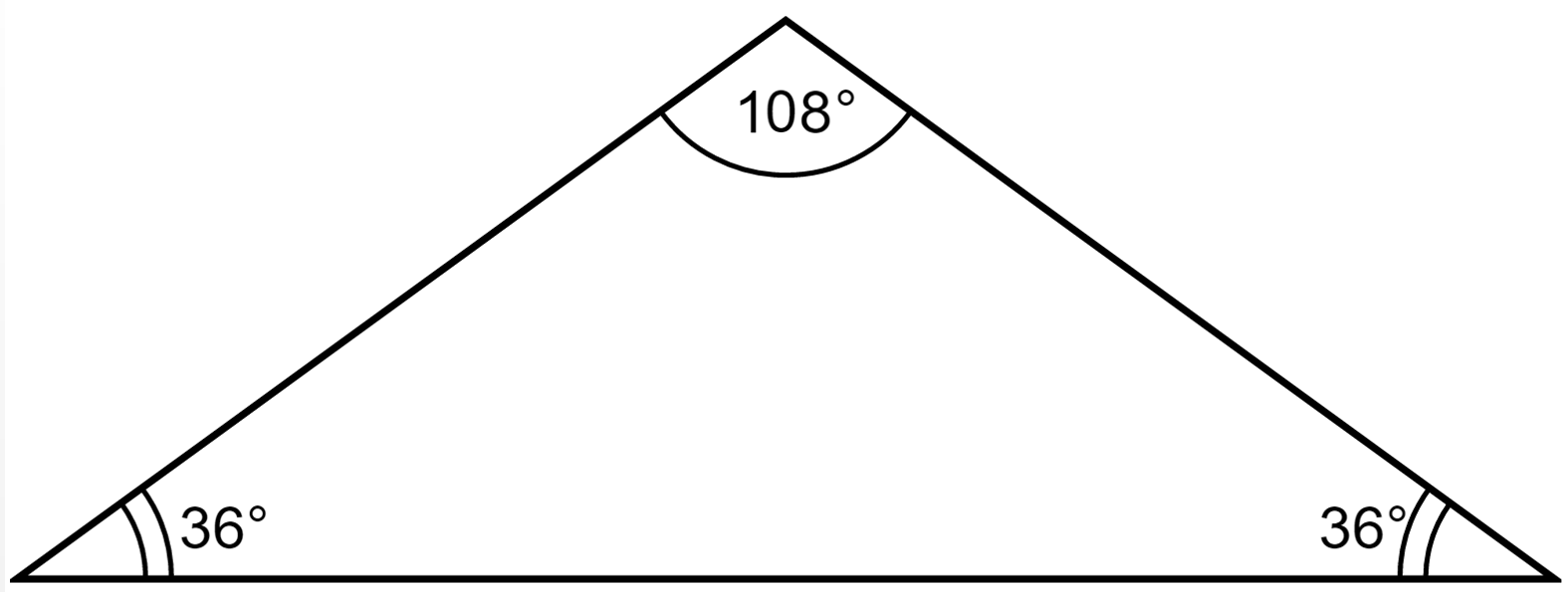
Tam giác tù tỷ lệ vàng (Golden gnomon).

Tam giác tỷ lệ vàng, hay tam giác vàng, là một tam giác cân mà tỉ số của cạnh bên chia cho cạnh đáy là tỷ lệ vàng:
{\displaystyle {a \over b}=\varphi ={1+{\sqrt {5}} \over 2}.}
Các tam giác tỷ lệ vàng có thể thấy ở hình khai triển của các đa diện 12 mặt đều (regular dodecahedron) và đa diện 20 mặt đều (regular icosahedron).
Cũng tìm thấy các tam giác vàng trong ngôi sao năm cánh.
Góc ở đỉnh của tam giác tỷ lệ vàng bằng
{\displaystyle \theta =\cos ^{-1}\left({\varphi  \over 2}\right)={\pi  \over 5}=36^{\circ }.}
Vì tổng các góc trong một tam giác bằng 180°, do đó hai góc ở đáy bằng 72°.
Tam giác tỷ lệ vàng cũng xuất hiện ở đa giác đều 10 cạnh, bằng cách nối hai đỉnh cạnh nhau bất kỳ về tâm của hình tròn ngoại tiếp thập giác đều. Điều này bởi vì:
180°(10-2)/10=144° là góc bên trong của thập giác đều và chia đôi nó thu được giá trị của góc đáy tam giác tỷ lệ vàng 144°/2=72°.
Tam giác tỷ lệ vàng cũng là tam giác duy nhất có tỷ số các góc của nó bằng tỉ số 2:2:1.

## Đường xoắn ốc logarit

Tam giác tỷ lệ vàng nội tiếp đường xoắn ốc logarit.

Tam giác vàng được ứng dụng để dựng đường xoắn ốc logarit (logarithmic spiral). Kẻ đường phân giác của một góc cạnh đáy, góc tại đỉnh hợp bởi đường phân giác này và cạnh bên của tam giác ban đầu tạo thành góc đáy của một tam giác tỷ lệ vàng mới.
Quá trình kẻ đường phân giác có thể thực hiện vô số lần, tạo ra vô số các tam giác tỷ lệ vàng. Đường xoắn ốc logarit tạo thành bằng cách nối các đỉnh của những tam giác tỷ lệ vàng này lại (xem hình). Đường xoắn ốc này cũng còn được gọi là đường xoắn ốc đều góc, do René Descartes đặt ra. "Nểu kẻ một đường thẳng nối từ cực đến một điểm bất kỳ trên đường xoắn ốc, nó sẽ cắt đường này tại những góc bằng nhau".

## Tam giác tù tỷ lệ vàng

Đường phân giác tại góc bên của tam giác vàng tạo thành các tam giác Robinson: gồm một tam giác vàng một tam giác tù tỷ lệ vàng (golden gnomon).

Mỗi cánh của một ngôi sao năm cánh là một tam giác tỷ lệ vàng. Nó cũng chứa năm tam giác tù tỷ lệ vàng, với 2 đỉnh là hai đỉnh không cạnh nhau của ngôi sao năm cánh.

Có mối liên hệ gần gũi với tam giác tỷ lệ vàng là tam giác tù tỷ lệ vàng (gnomon, hay cọc đo ở đồng hồ Mặt Trời), trong đó tỉ số của cạnh ngắn chia cho cạnh đáy dài bằng nghịch đảo của tỷ lệ vàng. Tam giác tù tỷ lệ vàng cũng là tam giác duy nhất có tỉ số ba góc của nó bằng tỷ lệ 1:1:3. Hai góc nhọn ở đáy bằng 36°, bằng với góc ở đỉnh của tam giác tỷ lệ vàng.
Ở hình bên có hai cạnh AX và CX của tam giác tù tỷ lệ vàng đều bằng φ. "Tam giác tỷ lệ vàng có tỉ số của cạnh bên chia cho cạnh đáy bằng tỷ lệ vàng φ, trong khi ở tam giác tù tỷ lệ vàng tỉ số cạnh đáy chia cho cạnh bên bằng tỷ lệ vàng φ."
Bằng cách kẻ một đường phân giác của góc đáy của một tam giác vàng sẽ thu được một tam giác vàng nhỏ và một tam giác tù tỷ lệ vàng. Kết quả thu được cũng còn gọi là các tam giác Robinson (một tam giác tù và một tam giác nhọn). Tương tự, nếu chia đều làm ba của góc tù ở tam giác gnomon thì sẽ thu được hai tam giác gnomon con và một tam giác tỷ lệ vàng nhỏ hơn.
Hai loại tam giác tỷ lệ vàng này có thể được sử dụng trong vấn đề lát gạch Penrose (Penrose tiling, hay lát kín mặt phẳng bằng các hình con xếp không tuần hoàn).